# 9257 Kunisuke
9257 Kunisuke è un asteroide della fascia principale. Scoperto nel 1973, presenta un'orbita caratterizzata da un semiasse maggiore pari a 2,9929993 UA e da un'eccentricità di 0,0814614, inclinata di 9,83905° rispetto all'eclittica.